# Hôtel de ville de Dijon
L'hôtel de ville de Dijon héberge les institutions municipales de Dijon depuis 1192, et est situé dans le Palais des ducs de Bourgogne dans le centre historique de la ville.

## Histoire
Dès le début du Moyen Âge et l'époque  féodale la ville de Dijon possède la fonction de maire ainsi que de magistrats municipaux (vingt échevins). 
En 1187, l’existence de ces fonctions publiques sont confirmées lorsqu’une charte de commune est accordée par le duc Hugues III. C'est en 1192 que le maire dijonnais est élu pour la première fois.
À la fin du XIIIe siècle, en 1477-1479, Louis XI lui confie le titre de vicomte maïeur, qu’il gardera jusqu’en 1789. Ainsi en 1491, sous Charles VIII, jusqu'à la fin du XVe siècle porter la charge de vicomte maïeur permet d’être anobli. Il est désormais dispensé de contributions le temps de sa charge. Il en sera de même pour le titre d’échevin à compter du XVIe siècle.
À partir de 1500 et à la suite de la mort du chancelier Rolin en 1492, son hôtel particulier servira de mairie à la ville de Dijon jusqu'en 1831 .
Devenir vicomte maïeur permettait à celui-ci qu'on lui confie les clefs de la ville. Il administrait, assisté d'un conseil de vingt 'jurés', le droit de haute, moyenne et basse justice, ainsi que le droit de sol et de visite. Sa fonction militaire, importante jusqu’au XVIIe siècle, lui permettait également de diriger les archers ainsi que les compagnies des sept quartiers. Il levait aussi une partie de la Taille (impôt). En contrepartie, la ville versait 500 marcs d'argent par an au duc,.  
Fonction élective, le vicomte maïeur est élu en général trois jours avant la Saint-Jean par les habitants qui payent la Taille (impôt), ni mendiants ni étrangers n'ont le droit de vote. Cette élection a lieu sur le parvis de l'Église Saint-Philibert de Dijon. 
À partir de 1669, afin de se distinguer des habitants, il est permis au maire de porter "une robe longue de satin plein, de couleur violet, doublée de satin rouge cramoisi, comme le prévôt des marchands de Lyon, avec chaperon de même étoffe et couleur bordée d’hermine" le plus souvent lors de cérémonies.
En 1692, la fonction de vicomte maïeur est transformée en office héréditaire tandis que l’élection n’est plus alors qu’une confirmation du choix royal fait par le gouverneur au nom du roi.

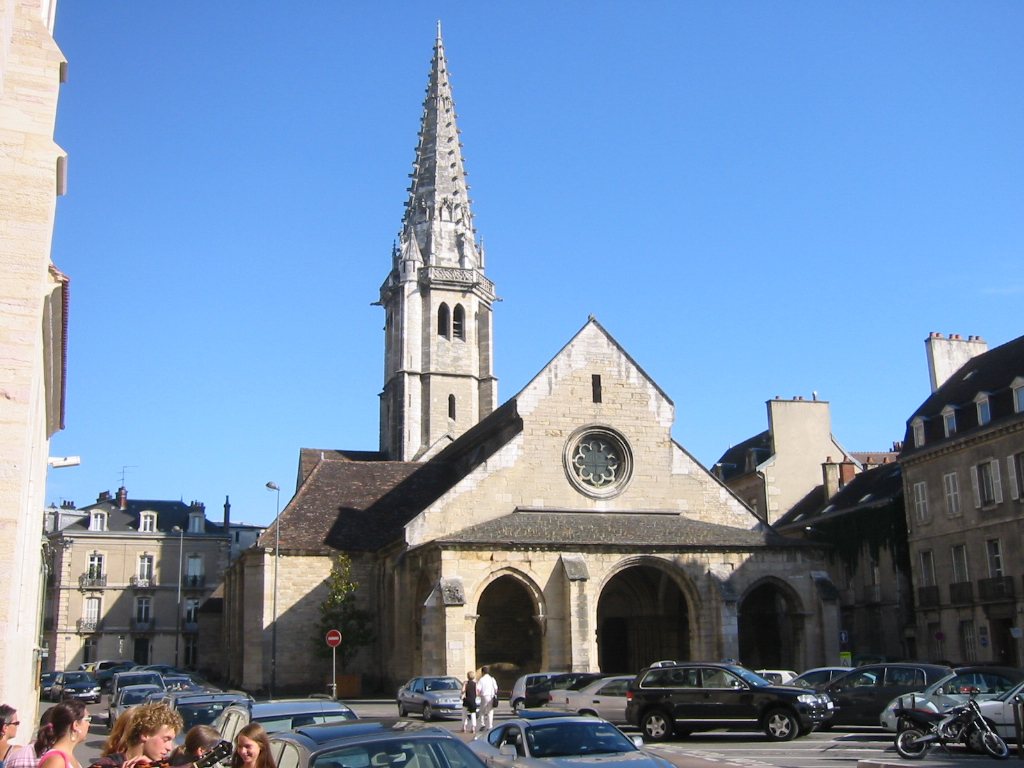
Porche et parvis de l'Église Saint-Philibert de Dijon : lieu d'élection des maires de Dijon sous l'Ancien Régime
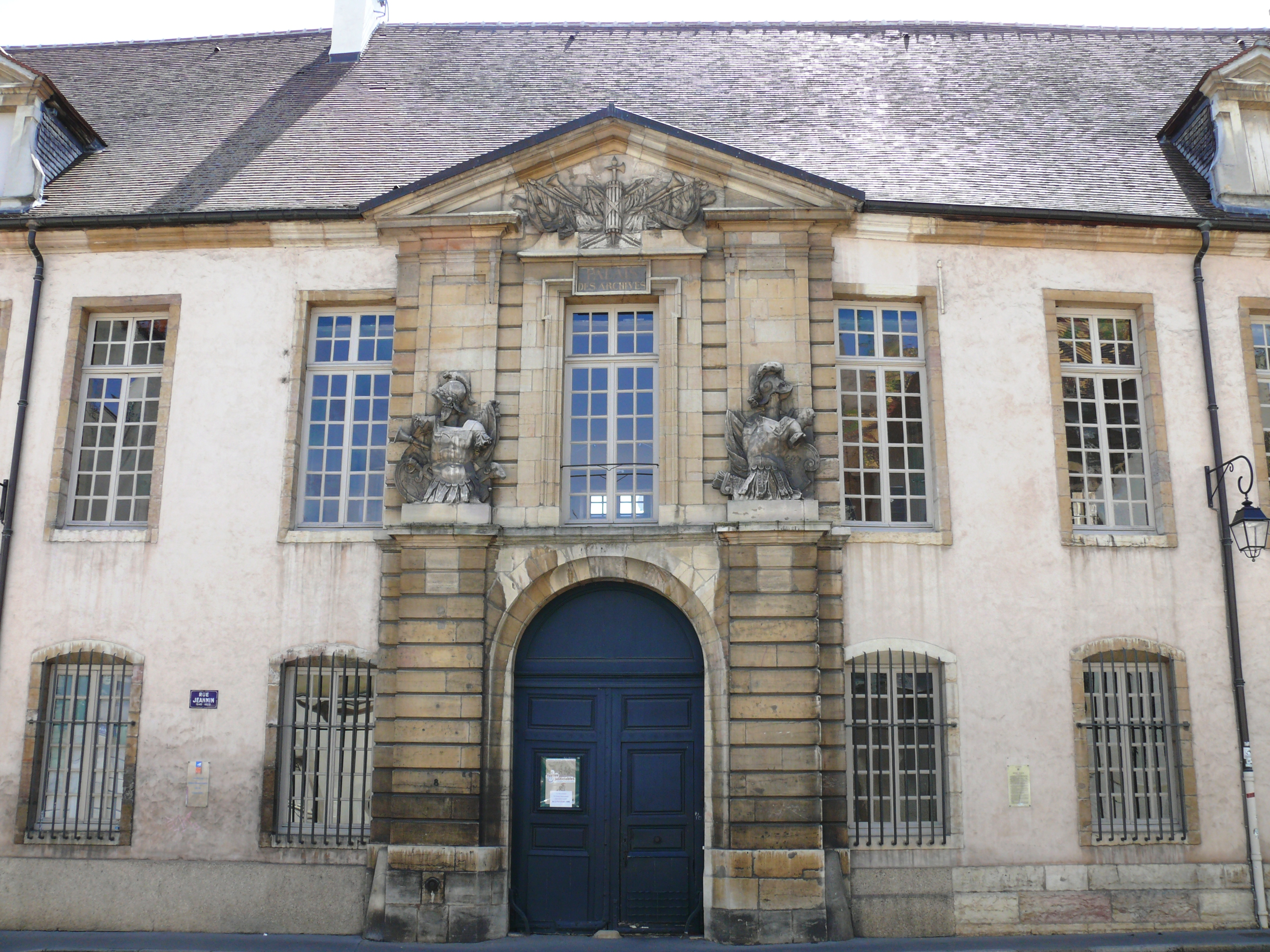
L'Hôtel Rolin, hôtel de ville de Dijon de 1500 à 1831.

## L'intérieur de l'hôtel de ville

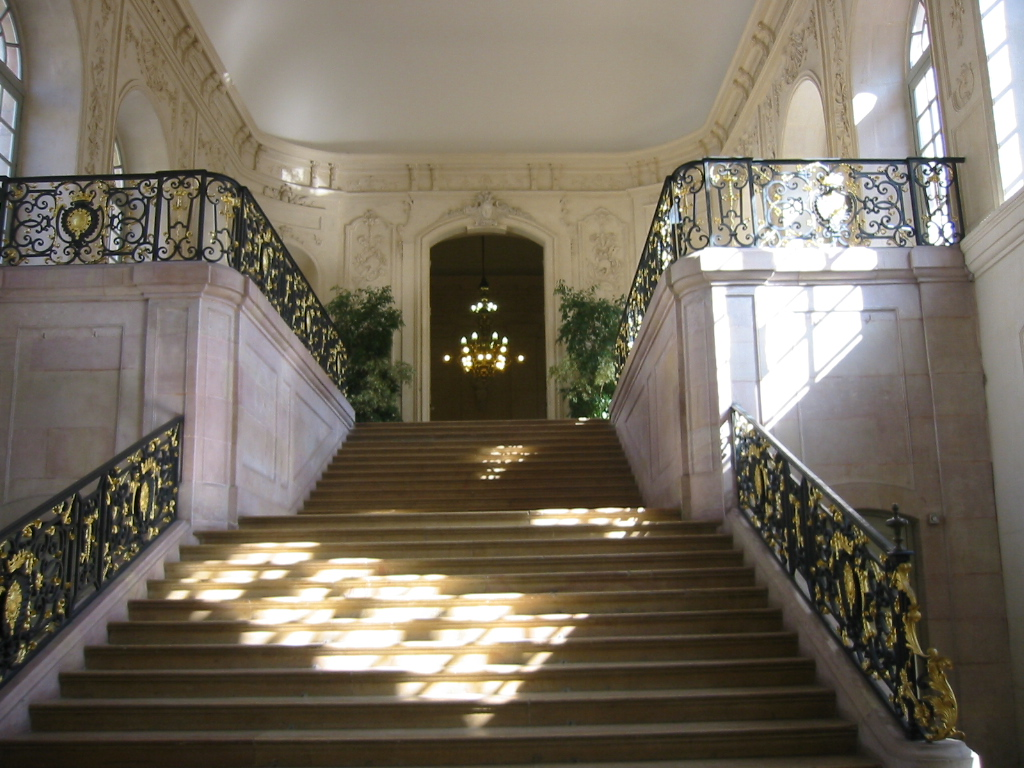
L'Escalier Gabriel
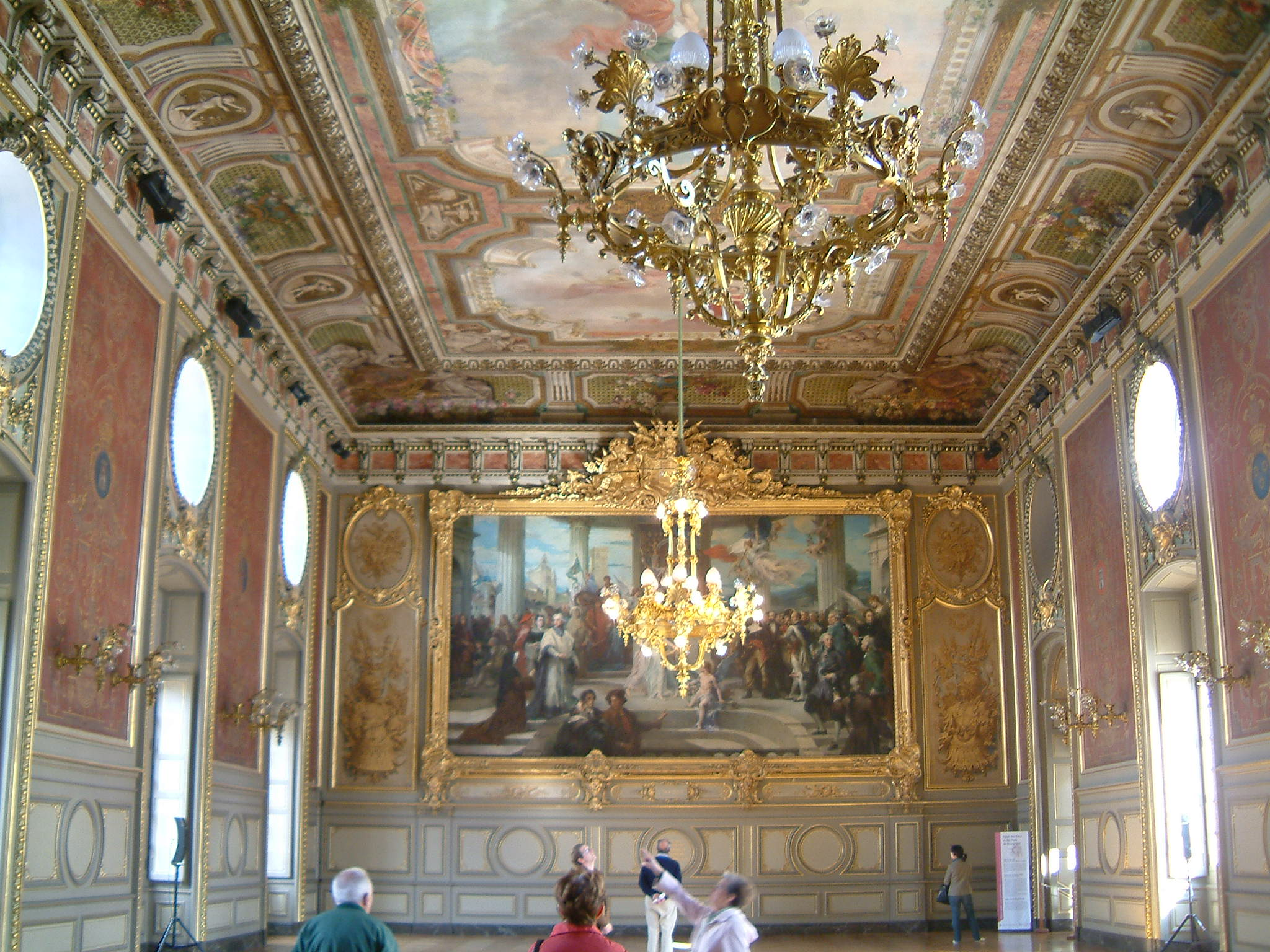
La salle des états
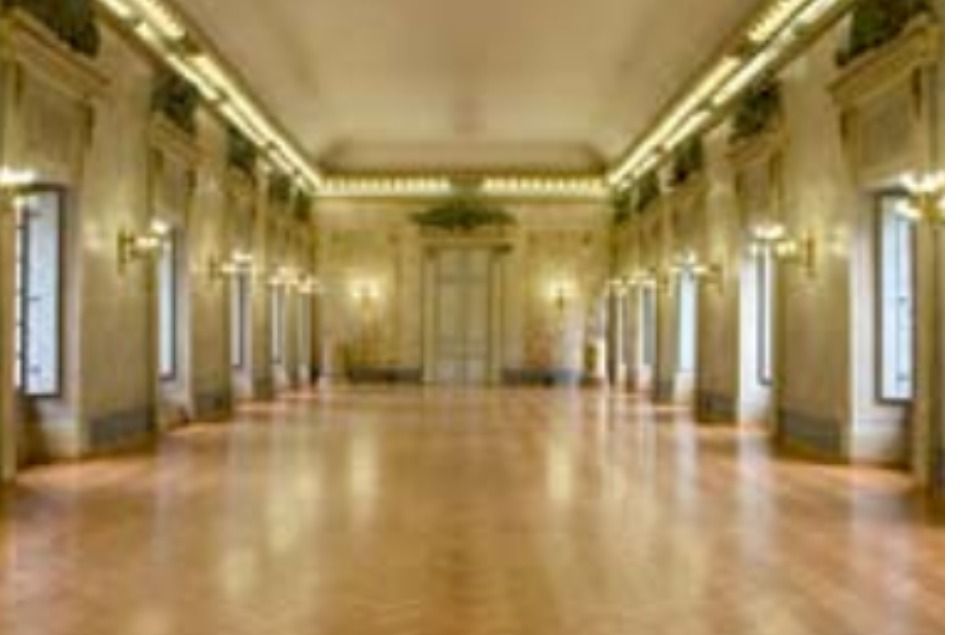
La Salle de Flore
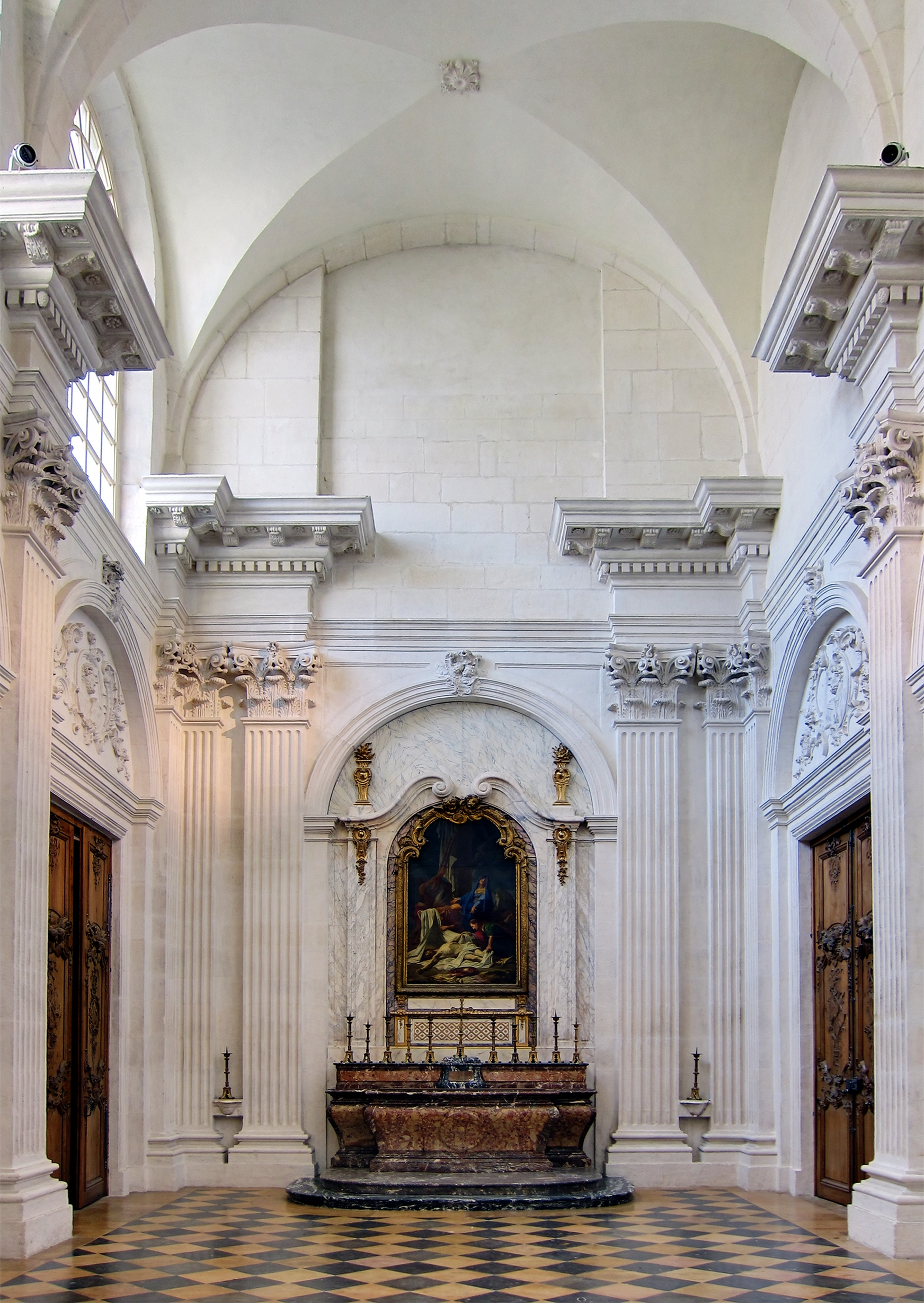
La Chapelle des Élus

## Liste des maires

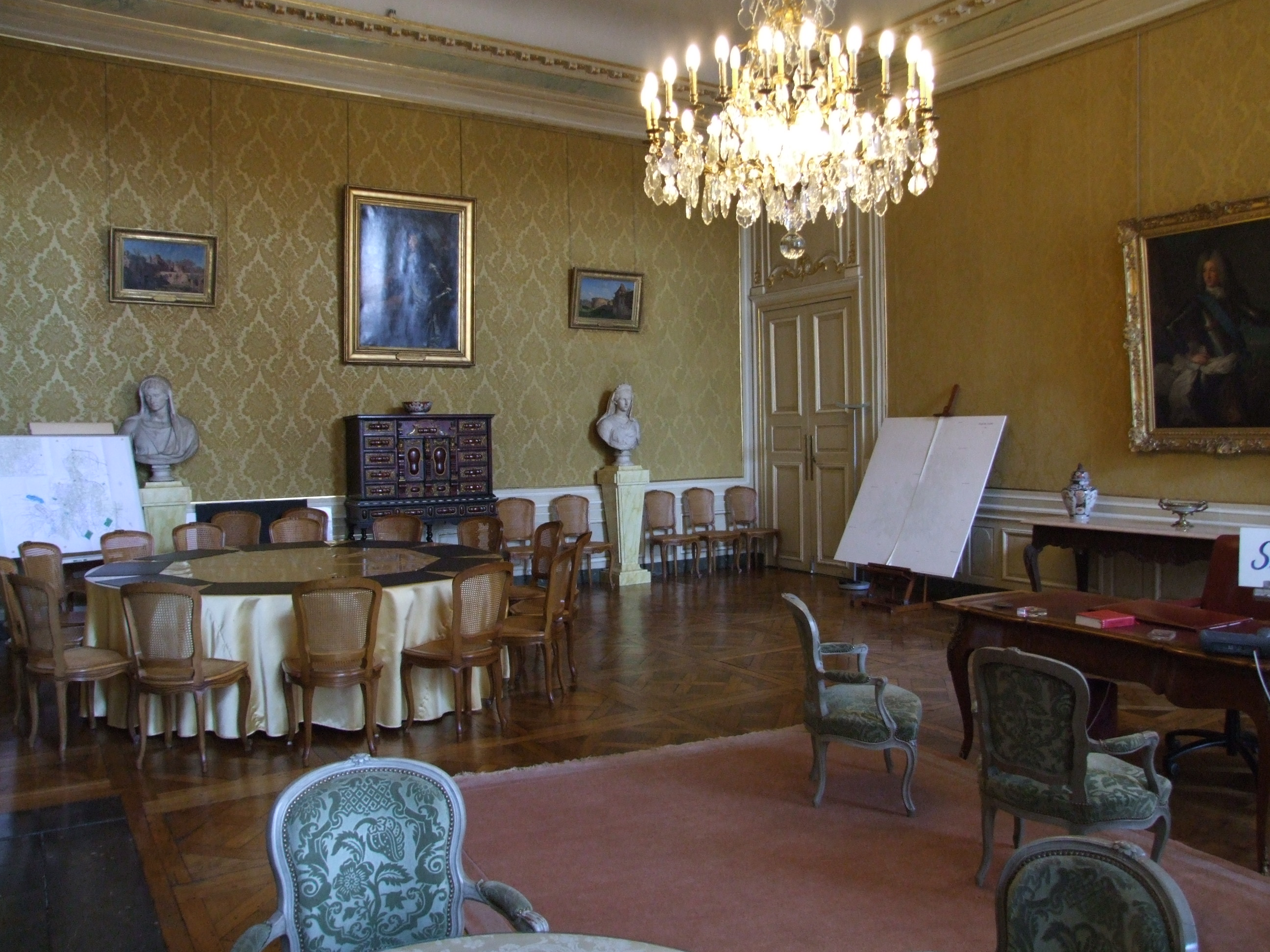
Bureaux du maire de Dijon

François Rebsamen, actuel maire de Dijon.

Parmi les maires ayant marqué l'histoire de la ville, certaines personnalités sont à remarquer :
- Hugues Aubriot : alors bailli de Dijon, il fut par deux fois imposé comme gouverneur de la ville en lieu et place du maire élu (1364 et 1366), avant de poursuivre sa carrière sous Charles V et de devenir prévôt de Paris (1367-1381).
- Guillaume Royhier et Jacques Laverne : maires élus plusieurs fois à la fin du XVIe siècle (la charge était alors annuelle) et Ligueurs résolus, ils agirent avec sévérité contre les citadins partisans du roi de Navarre, futur Henri IV. Laverne est décapité à Dijon en 1594.
- Bénigne Frémiot (1595-1597) : également président du Parlement, il soutient Henri IV lors des guerres de la Ligue.
- Marc-Antoine Millotet (1650-1651) puis (1652-1654) : maire soutenu par le peuple, mais en opposition avec le duc d'Épernon, gouverneur, qui refuse son élection, il finit par imposer son retour en 1652.
- Simon Fournier-Faucher (1900-1904)
- Charles Dumont (1908-1919)
- Gaston Gérard (1919-1935), qui contribua à donner à Dijon son image de ville gastronomique et fit construire le stade qui porte aujourd’hui son nom.
- Le chanoine Félix Kir (1945-1968), figure de la résistance locale, réélu 4 fois, qui fit connaître Dijon internationalement, popularisa un célèbre apéritif et fit creuser le lac portant son nom.
- Jean Veillet (1968-1971)
- Robert Poujade (1971-2001), maire de Dijon ayant assumé cette fonction le plus longtemps : trente ans.
- François Rebsamen (2001-2014 et depuis 2015), maire actuel, réélu en 2008 et 2020
- Alain Millot (2014-2015) maire emporté par la maladie après avoir été longtemps maire-adjoint et très proche des Dijonnais